# 종로구

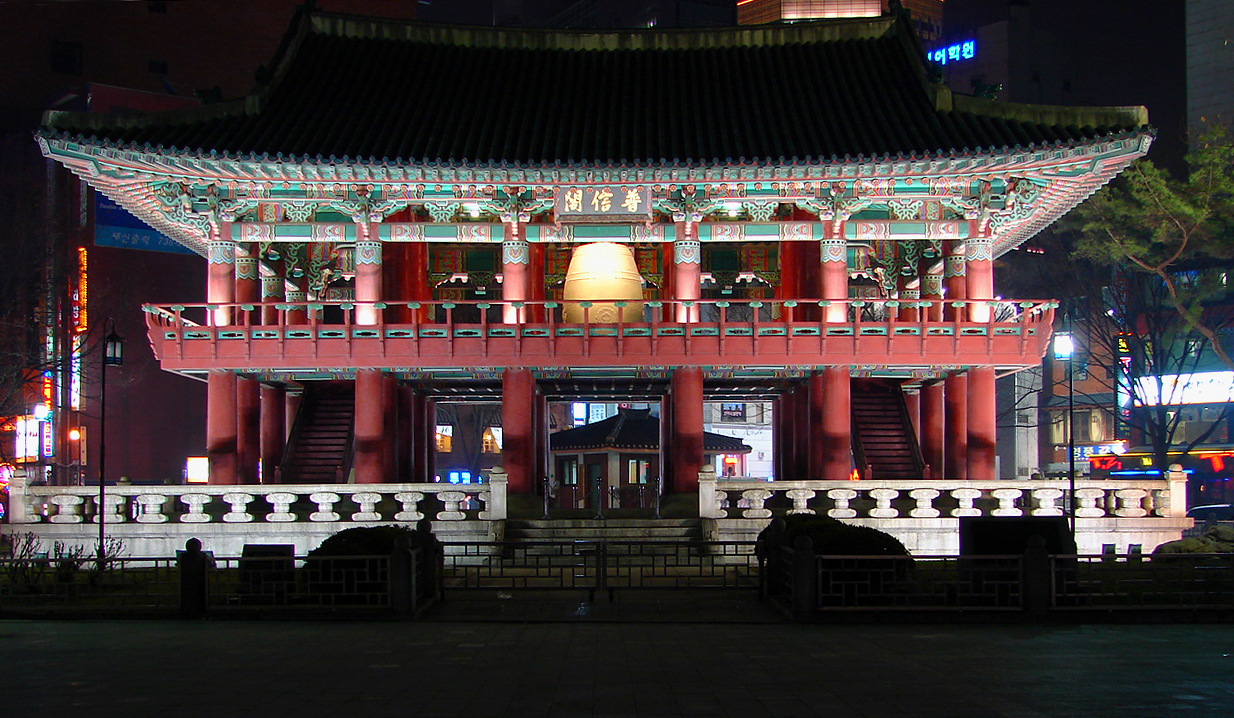
보신각 종루

종로구(鐘路區)는 대한민국 서울특별시의 중앙부에 위치하고 있는 자치구이다. 동쪽으로는 동대문구, 서쪽으로는 서대문구와 은평구, 남쪽으로는 중구, 북쪽으로는 성북구와 접한다. 종로구는 1394년 조선 왕조가 한양에 도읍을 정한 후 중구 지역과 함께 한성부를 이루었으며 현대에도 서울의 원도심을 이루고 있다.
북악산, 인왕산, 남산, 낙산을 일컫는 내사산을 연결한 한양도성은 남산을 제외하고는 모두 종로구 지역이다. 조선시대의 수도인 한양은 도성 안에 자리를 잡고 있었고, 이로 인해 자연히 성 안과 성 밖을 잇는 문들도 생겼다. 한양도성은 전체 둘레 약 18.7 km 구간 요소마다 네 개의 대문을 만들었는데 유교의 5상(常)인 ‘인의예지신(仁義禮知信)’에 따라 동쪽에 흥인지문, 서쪽에 돈의문, 남쪽에 숭례문, 북쪽에 숙정문을 두었다. 그 가운데에는 보신각을 두어 도읍지의 이상과 정치 이념을 나타냈다. 또한 대문과 대문 사이 요충지에 소문을 두어 관문으로 쓰게 했는데 바로 혜화문, 광희문, 소의문, 창의문이다.

## 역사

1940년 전후 종로3가쪽에서 본 2가 모습.

### 지명
종로라는 이름은 지금의 종로1가에 도성문을 여닫는 시각을 일러주는 큰 종을 매달았던 종루에서 비롯한다. 아침의 ‘파루’와 저녁의 ‘인정’을 말하는데, 종루가 있다고 해서 운종가라고 불렀으며, 1943년 4월 1일 구제도를 실시할 때 ‘종루가 있는 거리’(bell street)라는 뜻으로 종로구라 이름 붙였다.

### 연혁
- 1394년 한양으로 천도하여 이듬해 6월 6일에는 한양을 한성부로 고쳤으며 9월 종묘, 사직, 경복궁을 완성하였다.
- 1396년에는 백악산, 낙산, 목멱산, 인왕산을 잇는 약 18km의 도성을 쌓았으며 한성부의 행정구역을 5부 52 방(동부 12방, 남부 11방, 서부 11 방, 북부 10방, 중부 8방)으로 하였다.
- 1910년 10월 1일 : 한성부를 경성부로 개칭.
- 1911년 4월 1일 : 경성부의 행정조직을 도성을 기준으로 성안은 5부 36방, 성밖은 8면으로 하는 5부 8면제를 시행하면서 지금의 종로구는 중부8방과 동부 2방이 해당되었다.[3]
- 1914년 4월 1일 : 5부의 행정 구역을 넓혀 8면 가운데 도성 근처 지역을 5부로 편입하였는데, 그 가운데 지금의 종로구에 해당하는 일부 지역이 동부에 편입되었다.[4]
- 1943년 6월 10일 : 경기도 경성부 종로구를 설치하였다.[5]
- 1946년 10월 1일 : 기존의 ~정(町)의 행정구역을 ~동(洞)으로 일괄 변경했다.[6]
- 1947년 6월 : 동회제를 실시하였다.[7]
- 1950년 : 경무대동회→경무동회 개칭
- 1955년 4월 18일 : 행정동제 실시로 36개 행정동을 설치했다.[8]
- 1970년 5월 18일 : 이름이 같지 않은 법정동과 동사무소 이름을 일치시키고 관내 행정동은 36개에서 25개로 통합조정했다.
- 1975년 10월 1일 : 서대문구 중 평창동 등과 동대문구 중 창신동 등을 종로구로 편입했다.[9]
- 1977년 9월 1일 : 누상동, 종로1가동, 종로5,6가동, 동숭동이 폐지되어 22개동이 되었다.[10]
- 1980년 7월 1일 : 종로3가+종로4,5,6가→종로3,4가동, 5,6가동(충신동 합속).[11] (21행정동)
- 1980년 : 명륜3가동 관할 와룡동 1번지→종로1,2가동 관할 와룡동 합속
- 1998년 12월 1일 : 세종로동을 사직동에, 종로1·2가동과 종로3·4가동을 종로1·2·3·4가동으로 합동하였다.[12] (19행정동)
- 2008년 : 사직동 관할 세종로 일부→종로1,2,3,4가동 합속
- 2008년 11월 1일 : 청운동과 효자동을 청운효자동으로 합동하였다.[13] (18행정동)
- 2012년 8월 1일 : 명륜3가동과 혜화동을 혜화동으로 합동하고 종로1,2,3,4동 관할 와룡동 일부를 이에 합속.[14] (17행정동)

## 지리

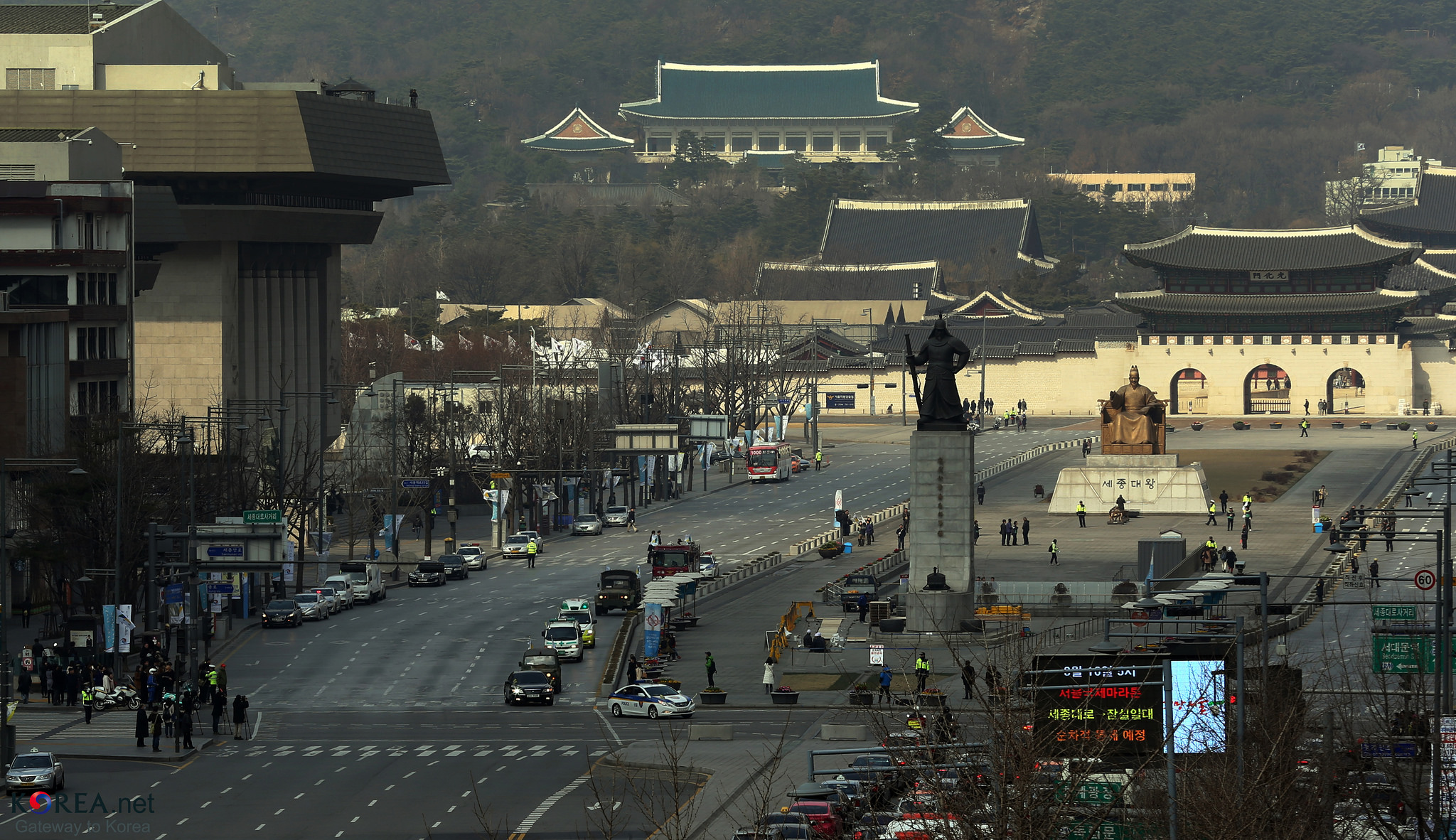
광화문 광장

종로구의 지리 형세는 예부터 명당으로 주목했다. 인왕산·백악산·낙산으로 이어지는 높고 낮은 산과 언덕이 천연 담장을 이루고 있고, 남쪽에는 큰 개천이 울타리 구실을 하며, 그 안에 황토마루·솔고개·배고개·붉은재·박석고개·마두산 등 작은 둔덕들이 있기는 하지만, 대체로 판판한 분지를 이루고 있었다.

## 정치
종로구는 예로부터 정치 1번지라고 불렸다. 조선 시대부터 경복궁, 창덕궁과 같은 궁궐들이 종로구 지역에 위치해 있었으며 일제강점기 시대 조선총독부가 위치했고 독립 이후에도 청와대, 정부서울청사와 같은 기관들이 종로구에 자리를 잡았다. 종로구 관내에는 평창동을 위시로하는 부촌 지역과 함께 창신동과 같은 서민의 거주지역들이 공존하고 있으며 노년층들이 주로 방문하는 종로 지역과 성균관대학교 인문사회캠퍼스, 서울대학교 연건캠퍼스와 같은 대학가가 관내에 공존하고 있다.
종로구는 또한 당대의 거물 정치인들이 주로 출마하는 지역이기도 했다. 제4대 대통령을 지냈던 윤보선과 김좌진의 아들로 유명세를 떨친 김두한, 국무총리에 오르는 장면이 종로구를 지역구로 해서 국회의원이 되었으며 민주화 이후에도 이명박과 노무현이 종로구에서 제15대 국회의원을 지냈고 정세균과 이낙연, 최재형 등이 종로구 선거구에서 국회의원을 지냈다.
선거 이외에도 관내에 위치한 광화문광장과 종로 등지에서 여러 단체들의 시위, 집회가 자주 벌어진다.

## 행정 구역

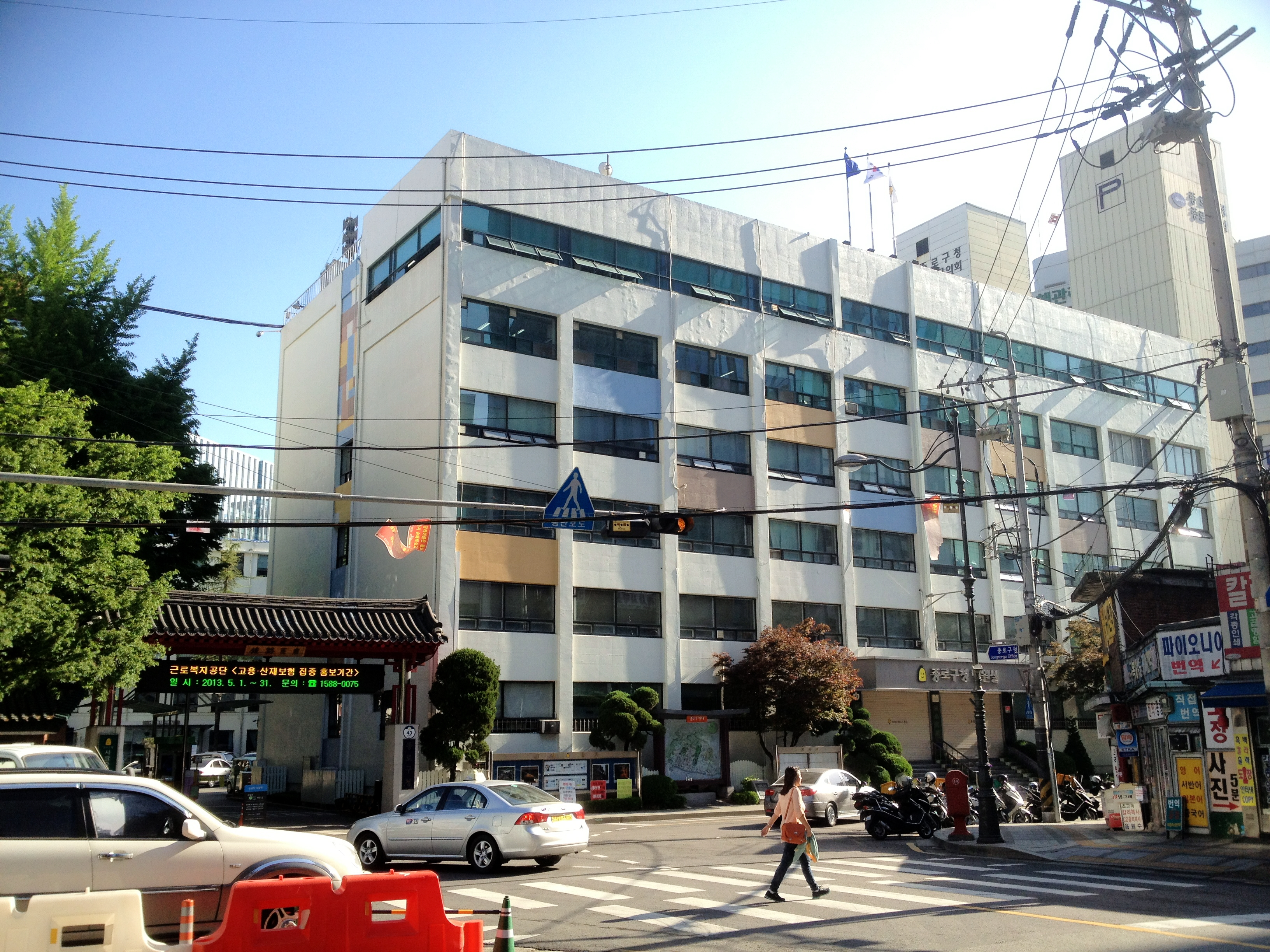
종로구청 (현재 리모델링 공사중)

종로구의 행정 구역은 87개의 법정동을 관리하는 17개의 행정동으로 구성한다. 종로구의 면적은 23.91km2이며, 인구는 2018년 6월 30일을 기준으로 73,655세대, 163,569명이다.

행정구역도

| 행정동          | 한자          | 면적 (km2) | 세대   | 인구 (명) |
| --------------- | ------------- | ---------- | ------ | --------- |
| 청운효자동      | 淸雲孝子洞    | 2.57       | 5,422  | 13,467    |
| 사직동          | 社稷洞        | 1.23       | 4,471  | 9,722     |
| 삼청동          | 三淸洞        | 1.49       | 1,415  | 3,067     |
| 부암동          | 付岩洞        | 2.27       | 4,279  | 10,540    |
| 평창동          | 平倉洞        | 8.87       | 7,599  | 19,154    |
| 무악동          | 毋岳洞        | 0.36       | 3,018  | 8,282     |
| 교남동          | 橋南洞        | 0.35       | 4,506  | 10,748    |
| 가회동          | 嘉會洞        | 0.54       | 2,074  | 4,608     |
| 종로1·2·3·4가동 | 鐘路1·2·3·4洞 | 2.35       | 5,329  | 8,485     |
| 종로5·6가동     | 鐘路5·6洞     | 0.60       | 3,168  | 5,615     |
| 이화동          | 梨花洞        | 0.78       | 4,487  | 8,667     |
| 혜화동          | 惠化洞        | 1.11       | 9,090  | 20,354    |
| 창신제1동       | 昌信第1洞     | 0.31       | 3,022  | 6,259     |
| 창신제2동       | 昌信第2洞     | 0.26       | 4,228  | 10,213    |
| 창신제3동       | 昌信第3洞     | 0.23       | 2,878  | 7,476     |
| 숭인제1동       | 崇仁第1洞     | 0.23       | 3,006  | 6,824     |
| 숭인제2동       | 崇仁第2洞     | 0.35       | 5,663  | 10,088    |
| 종로구          | 鐘路區        | 23.91      | 73,655 | 163,569   |

## 인구
서울특별시 종로구의 연도별 인구(내국인) 추이
| 연도   | 총인구    |
| ------ | --------- |
| 1966년 | 224,761명 |
| 1970년 | 215,971명 |
| 1975년 | 333,049명 |
| 1980년 | 291,960명 |
| 1985년 | 265,342명 |
| 1990년 | 242,891명 |
| 1995년 | 190,116명 |
| 2000년 | 168,879명 |
| 2005년 | 154,043명 |
| 2010년 | 151,069명 |
| 2015년 | 161,521명 |
| 2020년 | 149,384명 |

## 교육

### 대학과 종로구
1395년 조선 태조 4년, 도읍지 한양에는 한성부 동부 숭교방 지역을 기반으로 하여 새롭게 성균관을 만들 계획을 세우고 성균관을 착공하여 태조 7년(1398) 7월에 준공하게 되었는데 성균관에는 문묘, 명륜당을 비롯하여 동서재, 정록소, 양현고, 식당 등의 건물이 있었다. 조선 초기의 성균관 직제는 고려의 제도를 그대로 답습하여 대사성 1인, 좨주 1인, 악정 2인, 직강 1인, 전부 1인, 박사 2인, 직학 2인, 학유 4인 등 도합 22인의 교수직을 두었다.
그 후 1401년 태종 원년 7월의 관제 개혁 때, 직명 일부를 개정하여 좨주는 사성(司成)으로, 악정은 사예(司藝)로, 전부는 주부 등으로 바꾸었는데, 성균관 관원은 성균관 유생만 가르치는 게 아니라, 그 가운데 일부는 사부학당 교수, 훈도를 겸하여 사학생도들도 가르쳤고, 또 종학박사를 겸하여 종친을 교육하는 일도 맡았다. 성균관의 직제는 세조 12년(1466) 1월의 관제 경정(官制更定) 때 축소되어 ≪경국대전≫에 따르면, 성균관의 장인 지성균관사는 대제학이 예겸하고, 그 아래 동지사 2인은 겸관이었으며, 대사성 1인, 사성 2인, 사예 3인, 직강 4인, 전적 13인, 박사 3인, 학정 3인, 학유 3인, 학록 3인 등 38인의 관원으로 문묘의 석전제와 유생의 교육을 맡았다.
한편 성균관 유생의 정원은 생원, 진사 1백 인, 기재 1백 인 도합 2백 인이었으며, 당시 이들의 경비는 양현고와 성균관에 주어진 전지 및 이를 경작하는 노비로 충당되었다. 성균관은 이렇듯 구한말 갑오경장(1894) 때까지 조선의 최고 교육기관이었는데 1910년 8월 국권피탈로 대한제국의 국권을 일제가 빼앗자 1920년 6월 100여 명의 독립운동가들이 재단법인 《조선교육회》를 발기하고 '조선민립대학설립운동'을 전개하여 종합대학의 설립을 추진하였다.
이에 일제가 한국인의 고등교육기관을 막을 목적으로 1924년 일본 정부가 서울(당시 경성부) 연건동에 종합대학으로 《경성제국대학》을 세웠다. 후에 경성제국대학이 서울과 그 근교 9개 전문학교를 하나로 합쳐 하나의 종합대학교로 설립한다는 내용의 1946년 7월 13일에 발표된 국립 서울대학교 설치 방침으로 촉발한 '국립 서울대학교 설치안(국대안) 파동을 겪게 되면서 1946년 8월 22일을 설립일로 하여 국립 서울대학교로 다시 탄생하였다.

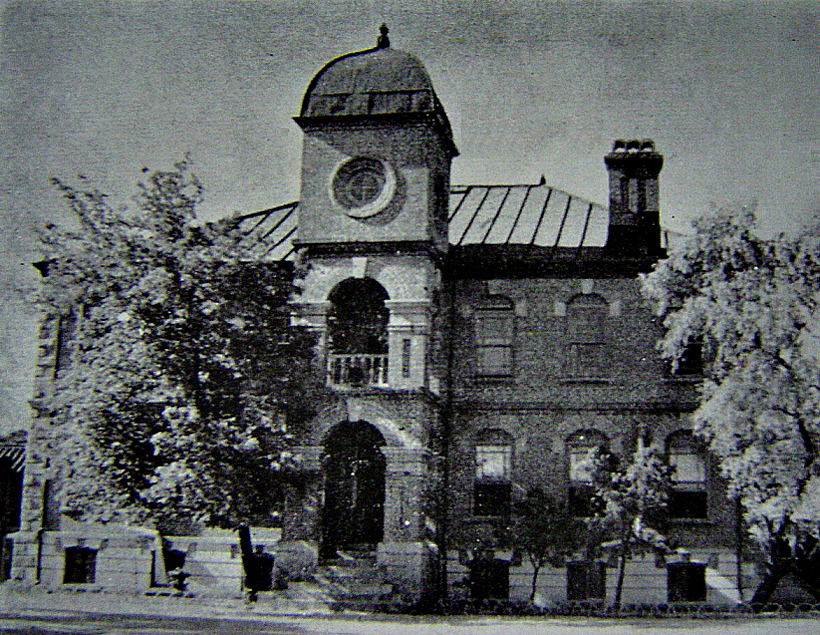
서울 종로구에 있었던 낙원동 교사 모습(1908년 11월 2일 준공, 일명 서북회관)

 또한 예부터 이 지역에 향교 가 있어 ‘교동’으로 불렸던 종로구는 1908년 서북 출신의 박은식, 이갑, 이동휘, 안창호 등이 서북학회를 만들고 모금을 통한 회관 건립을 계획, 착수하여 33명의 공동 소유로 낙원동 282번지에 건물을 지었다.
당초 서북학회는 일제의 강압책으로 국권회복운동이 어려워짐에 따라 관서지방(평안남북도·황해도)의 서우학회(西友學會)와 관북지방(함경남북도)의 한북흥학회(漢北興學會)가 통합해 1908년 1월 조직한 애국계몽운동 단체로, 국권을 회복하고 인권을 신장하여 입헌공화국을 수립하는 데 목적을 두었다.
당시 서우학회는 박은식(朴殷植)·김병희(金秉熹)·신석하(申錫廈)·장응량(張應亮)·김윤옥(金允玉)·김병일(金秉一)·김달하(金達河)·김석환(金錫桓)·김명준(金明濬)·곽윤기(郭允基)·김기주(金基柱)·김유탁(金有鐸) 등이 발기하였다.
한북흥학회는 오상규(吳相奎), 이준(李儁), 유진호(兪鎭浩), 설태희(薛泰熙), 이동휘(李東輝), 이종호(李鍾浩), 강용구(康瑢九), 윤익선(尹益善), 이재성(李載聖), 태명식(太明軾), 주우(朱瑀), 김주병(金炳), 양효건(楊孝健), 강윤희(姜玧熙), 정진홍(鄭鎭弘) 등이 설립하였다.
조직은 서우학회와 한북흥학회를 토대로 서울에 총사무소를 두고, 31개 지역에 지회를 설치하는 한편 69개 지역에 학교를 두었다. 평안남북도·함경남북도·황해도의 신흥시민층을 중심으로 구성되었으며, 회원은 2,500여 명이었다.
서북학회의 건물은 청나라 기술자를 불러들여 지었고 당시에는 보기 드문 현대식 건축물이어서 장안의 화제가 되기도 했다. 또한 33명의 이름으로 지어진 것이 색다르다. 공사기간을 거쳐 1908년 11월 2일에 준공되었다.
낙원동 교사는 3층 양옥이었는데 3층이라지만 1층은 반지하다. 연건평 395평였으니 1886년 서울 중구 정동에 건평 200평 규모의 한식 기와집에서 시작된 초창기 이화학당보다는 훨씬 컸다. 여기서 단국대와 건국대(설립인가 순)가 태동하고 국민대는 설립 기성회의 임시 사무실로 썼다.
이보다 예로 더 거슬러 올라가면 고려대학교의 전신인 보성전문학교와 서북협성학교도 한 때 이 건물에서 배우고 가르쳤는데 '종로 낙원동 교사'로 불리면서 서울대학교가 있었던 혜화동 대학로(마로니에 공원)와 더불어 대학가에서 꽤 알려졌던 곳이다. 유서 깊은 '종로 낙원동 교사'로 신흥 사학의 산실이었기 때문이었다.
이후 '종로 낙원동 교사'였던 서북회관은 이후 백화점의 박흥식이 이사장으로 있으면서 운영하다 민중병원을 운영하던 함경남도 단천 출신의 건국대 설립자 유석창에게 건물의 소유가 넘어갔다. 이후 1977년 건물은 도시계획으로 철거·해체, 1985년 건국대학교 교정안으로 이전·복원되어 현재 군자동 건국대내의 상허기념관으로 활용하면서 등록문화재 제53호 '서북학회회관(西北學會會館)'으로 등록되어 있다.
참고로 대학 50년사를 보면 대학설립의 비사를 어느 정도 살펴볼 수 있는데 해방후 새롭게 정립한 '민족정기'로 1946년 8월 22일을 서울대학교의 '개교일'로 잡아 지금까지 기념해 오고 있듯이 설립 인가서를 기준으로 2년제 전문대학 형식이던 이화여자전문대가 신청일자가 1946년 6월 24일로 기록된 제1호 인가서를, 연희전문대는 1946년 7월 31일부로 기록된 제2호 인가서를 미군정청 학무국으로부터 받았고 보성전문대는 신청일자가 1946년 8월 5일부로 기록된 제3호 인가서를 받아 8월 15일, 고려대학교라는 종합대학 승격의 법률적 토대를 마련했다는 기록이 남아있다.
역시 전문대학의 형태로 운영되던 종로구 혜화동의 혜화전문학교(惠化專門學敎)가 1946년 9월 20일, 동국대로 설립인가를 받았고 종로구 명륜동의 명륜전문학교(明倫專門學敎)는 1946년 9월 25일, 성균관대로 설립인가를 받았는데, 종로구 낙원동의 단국대는 1947년 11월 1일에 광복 최초 4년제 대학으로 정식 설립인가를 받았다. 1948년에는 숙명여대, 중앙대, 한양대, 국민대, 1949년에는 건국대, 홍익대가 설립인가를 받았으며 1949년에 가인가를 받았던 경희대는 1952년에 정식 설립인가를 받았고 일제때 평양에 있다가 폐교되었던 숭실대는 1954년 4월 15일, 당시 문교부로부터 정식 설립인가를 받았다.(한국대학신문의 광복이후 정규대학 설립인가 현황(1946년~1954년) 참조)

### 교육기관
- 국공립대학교

|  | - 서울대학교 연건캠퍼스 - 한국방송통신대학교 - 한국예술종합학교 |

- 사립대학교

|  | - 성균관대학교 - 국민대학교 평창동 캠퍼스 - 상명대학교 - 가톨릭대학교 성신교정 | - 덕성여자대학교 운니동 캠퍼스 - 홍익대학교 국제디자인전문대학원 |

- 사립전문대학

|  | - 한성대학교 디자인아트평생교육원 - 배화여자대학교 |

- 원격대학

|  | - 열린사이버대학교 - 태재대학교 |

- 대학원대학교

|  | - 북한대학원대학교 |

- 고등학교

|  | - 중앙고등학교 - 덕성여자고등학교 - 서일국제경영고등학교 - 경기상업고등학교 | - 대동세무고등학교 - 경신고등학교 - 서울과학고등학교 - 서울국제고등학교 - 서울다솜관광고등학교 | - 서울예술고등학교 - 대신고등학교 - 동성고등학교 | - 경복고등학교 - 배화여자고등학교 - 상명사대부속여자고등학교 |

- 중학교

|  | - 경신중학교 - 대신중학교 - 덕성여자중학교 - 동성중학교 - 배화여자중학교 - 상명사대부속여자중학교 - 서울사대부설여자중학교 | - 중앙중학교 - 청운중학교 |

- 특수학교

|  | - 서울맹학교 - 서울농학교 | - 수도사랑의학교 | - 서울경운학교 |

## 구청
종로구청(鐘路區廳)은 1978년 준공되었으며, 서울특별시 종로구의 행정을 총괄하는 지방행정기관으로 종로구청장은 지방정무직공무원으로, 종로구 부구청장(3급)은 지방부이사관으로 임명한다. 현재 리모델링 공사에 따라 종로1길 36 (구 대림산업 본사)로 임시 이전하였다.

### 역대 구청장

#### 관선 이전
- 최탁(崔卓) (1945년 8월 16일 ~ 1945년 11월 26일)
- 오두환(吳斗煥) (1945년 11월 27일 ~ )
- 김진용(金瑨鎔) (1947년 8월 27일 ~ 1949년 2월 15일)
- 김진용(金瑨鎔) (1949년 2월 16일 ~ 1950년 11월 24일)
- 김교홍(金敎鴻) (1950년 11월 25일 ~ 1954년 3월 16일)
- 지성준 (1954년 3월 17일 ~ 1956년 9월 12일)

## 주요 기관

### 언론사
- 연합뉴스
- 교도통신
- AP통신
- UPI통신
- 농민신문

### 관공서
- 대한민국 헌법재판소
- 정부서울청사
- 대한민국 감사원
- 서울종로경찰서
- 서울혜화경찰서
- 서울종로소방서

### 병원
- 강북삼성병원
- 서울대학교병원
- 국군서울지구병원

## 관광
- 경복궁, 창덕궁, 창경궁, 종묘, 경희궁
- 국립민속박물관, 국립고궁박물관
- 인사동, 쌈지길
- 북촌 한옥마을
- 삼청공원
- 탑골공원
- 청계천

## 갤러리

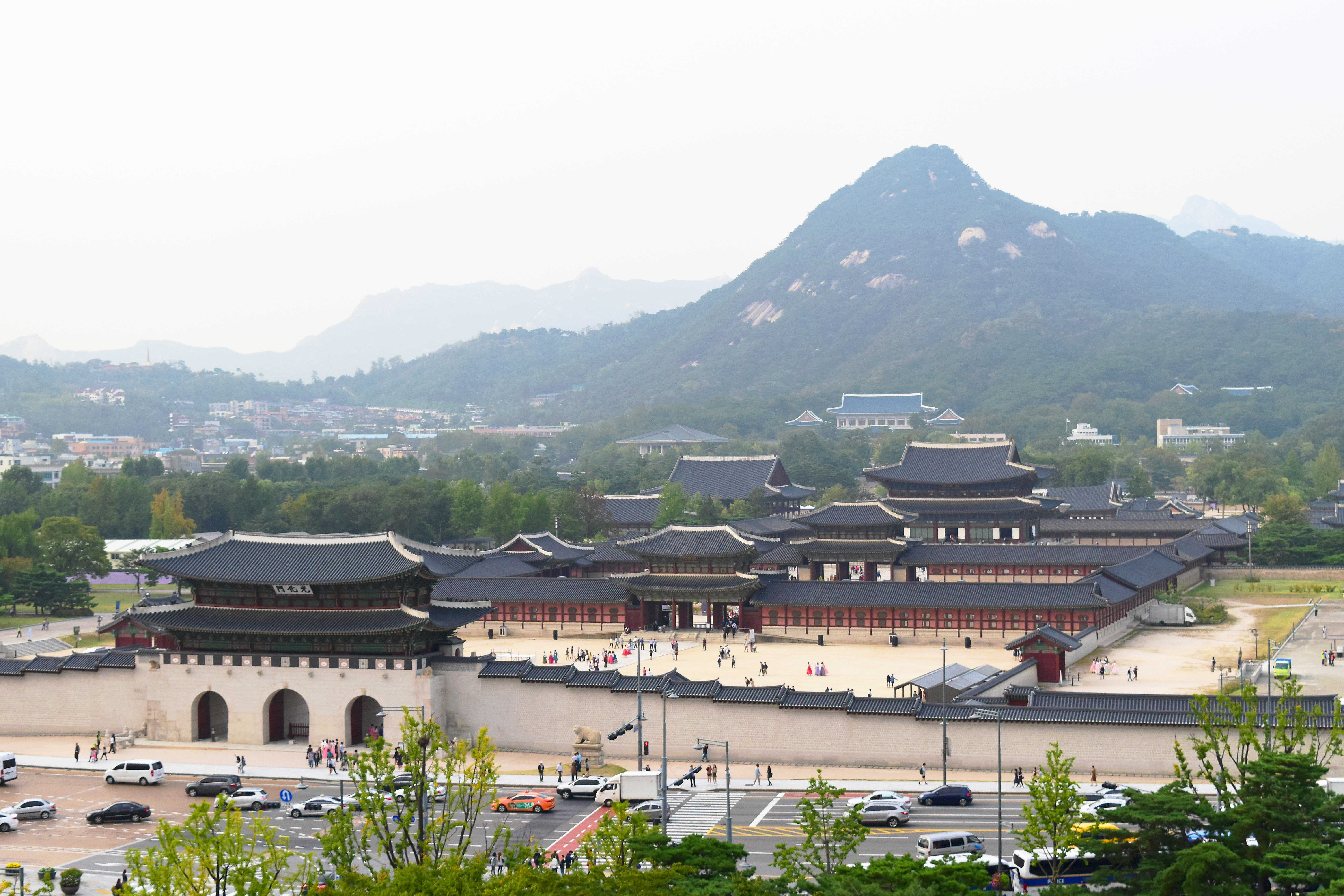
경복궁 전경
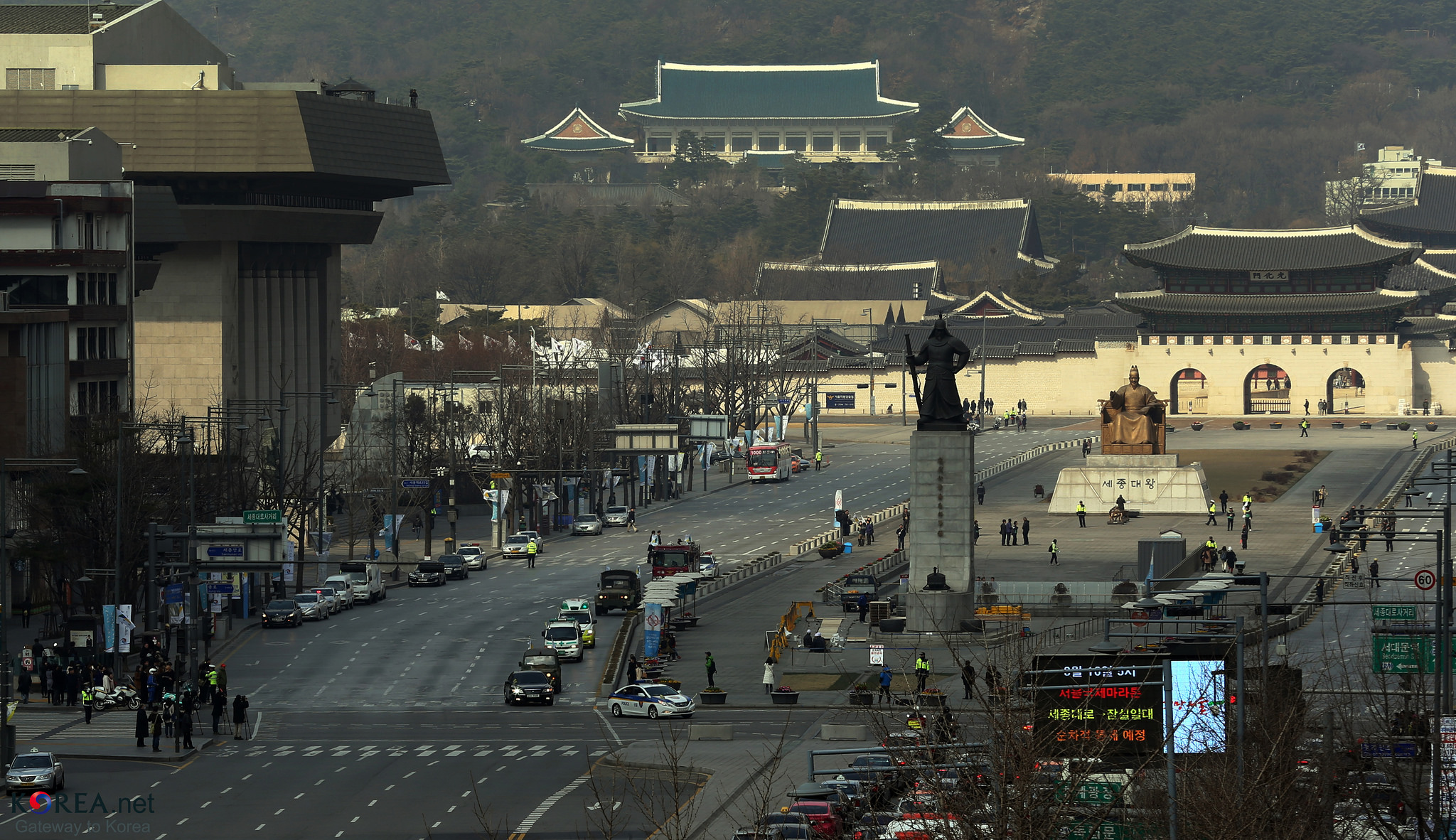
광화문광장과 청와대
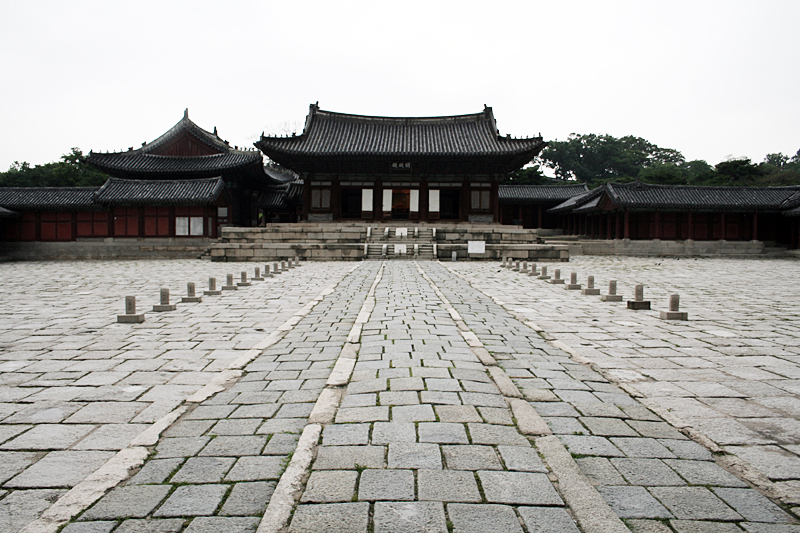
창경궁 명정전
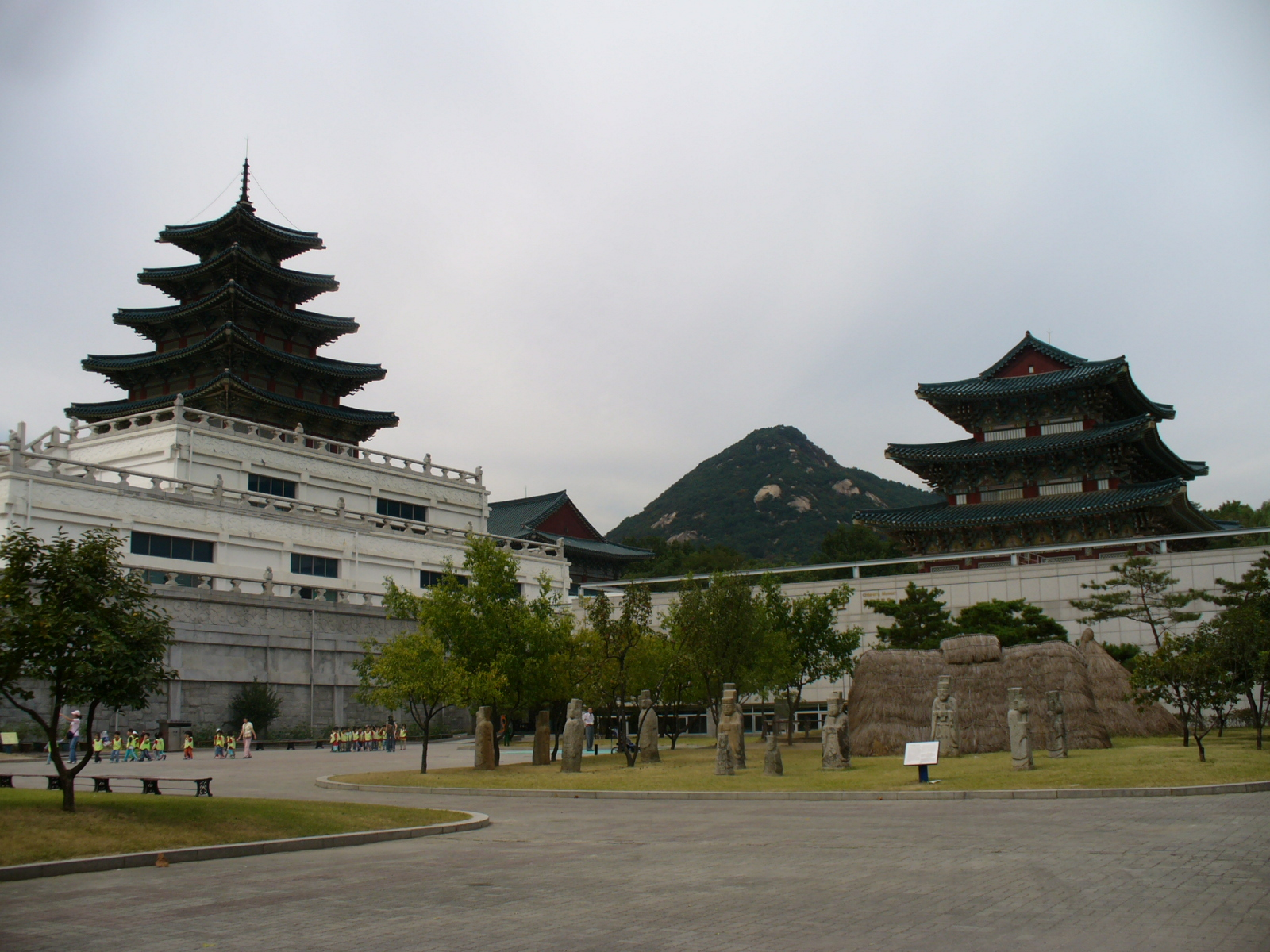
국립민속박물관
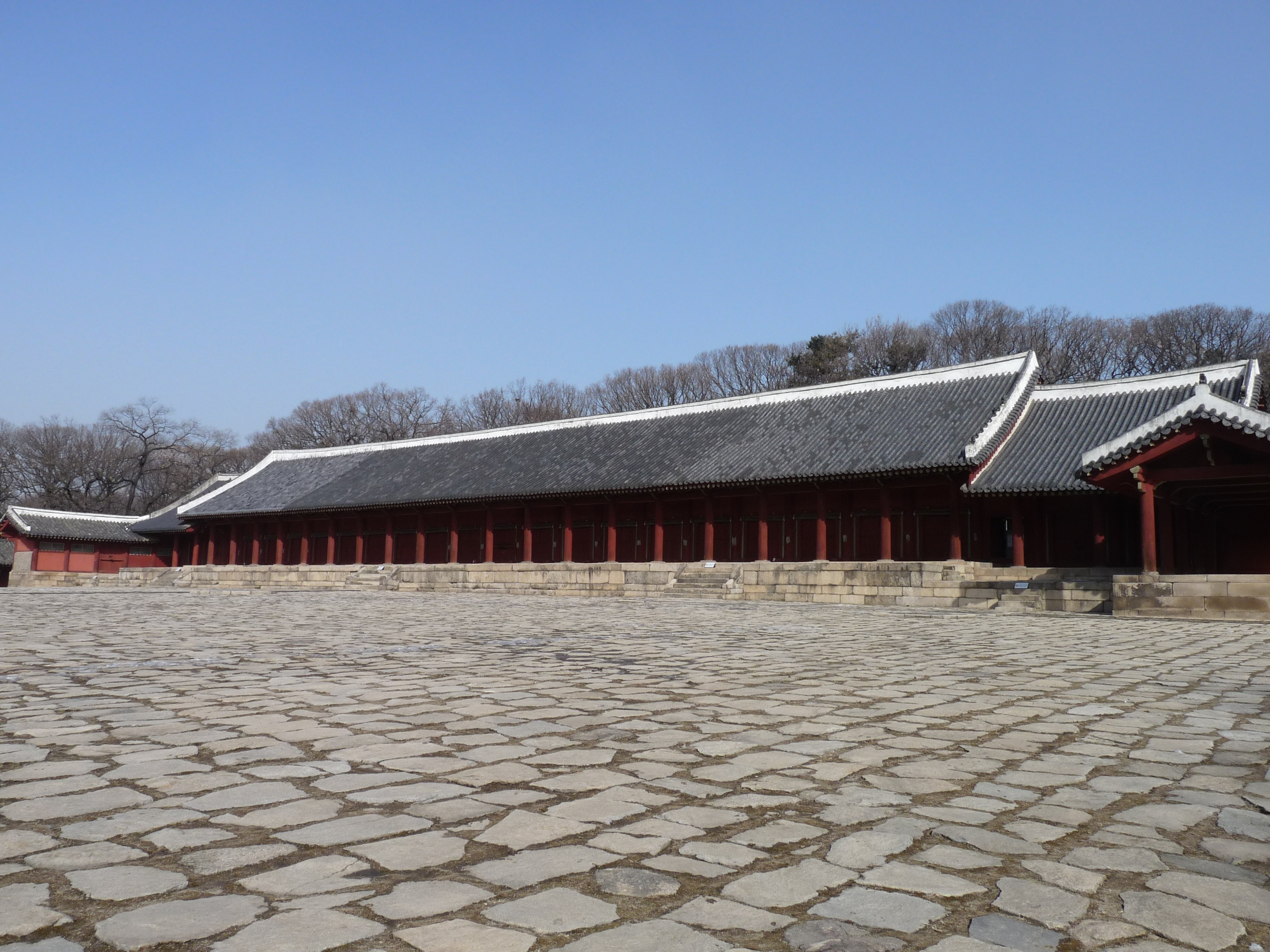
종묘
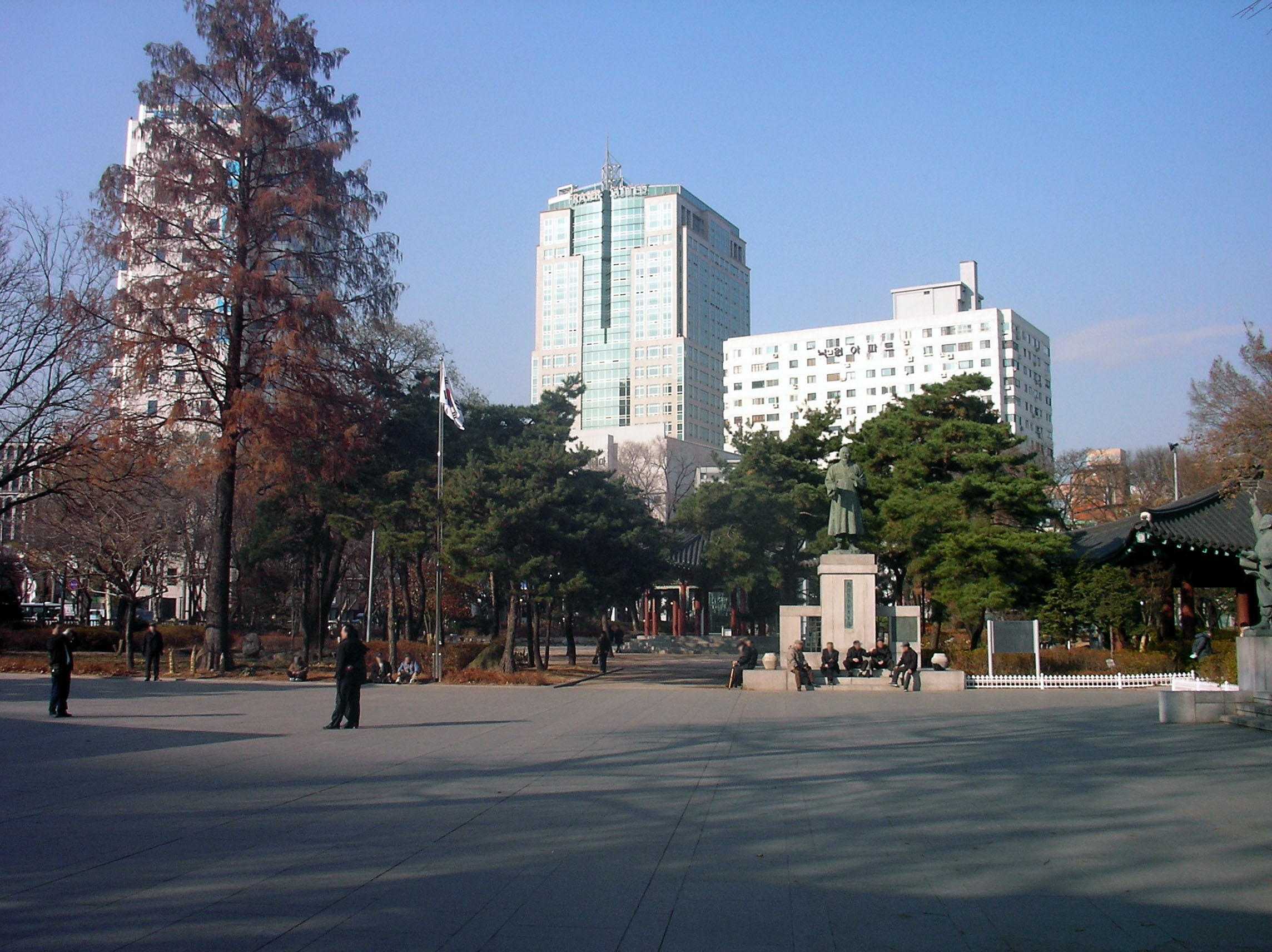
탑골공원
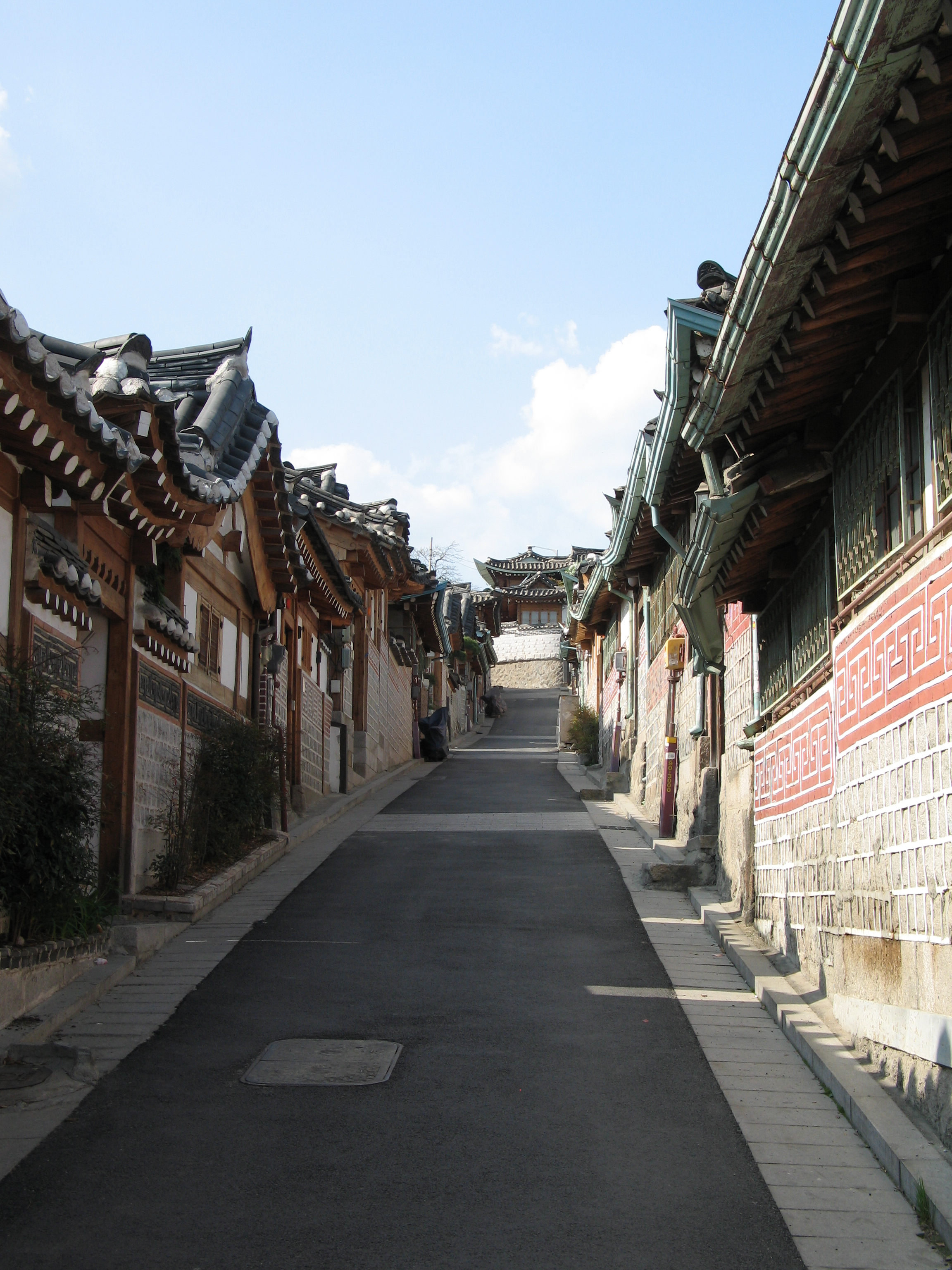
북촌 한옥마을
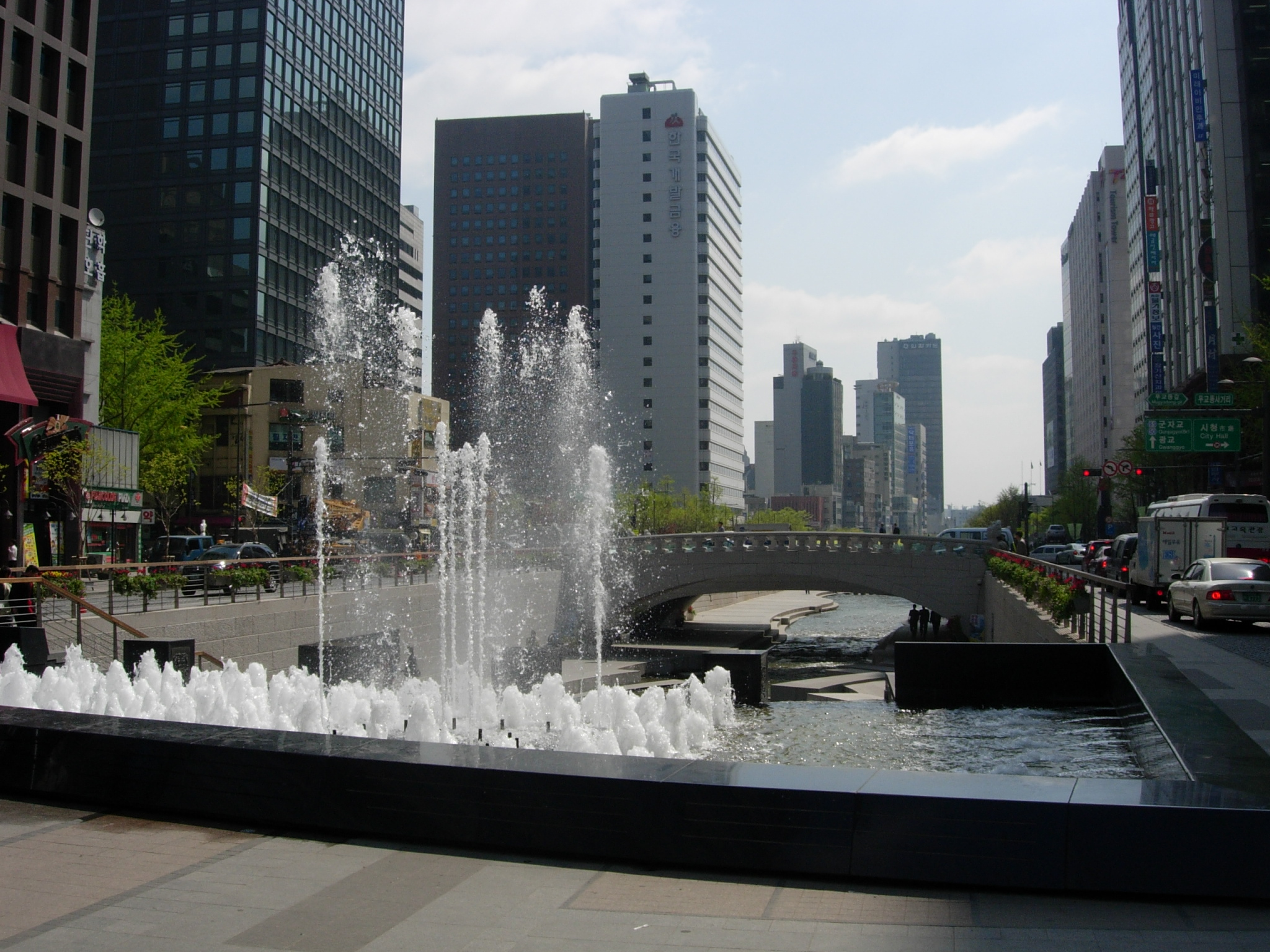
청계천 시작부
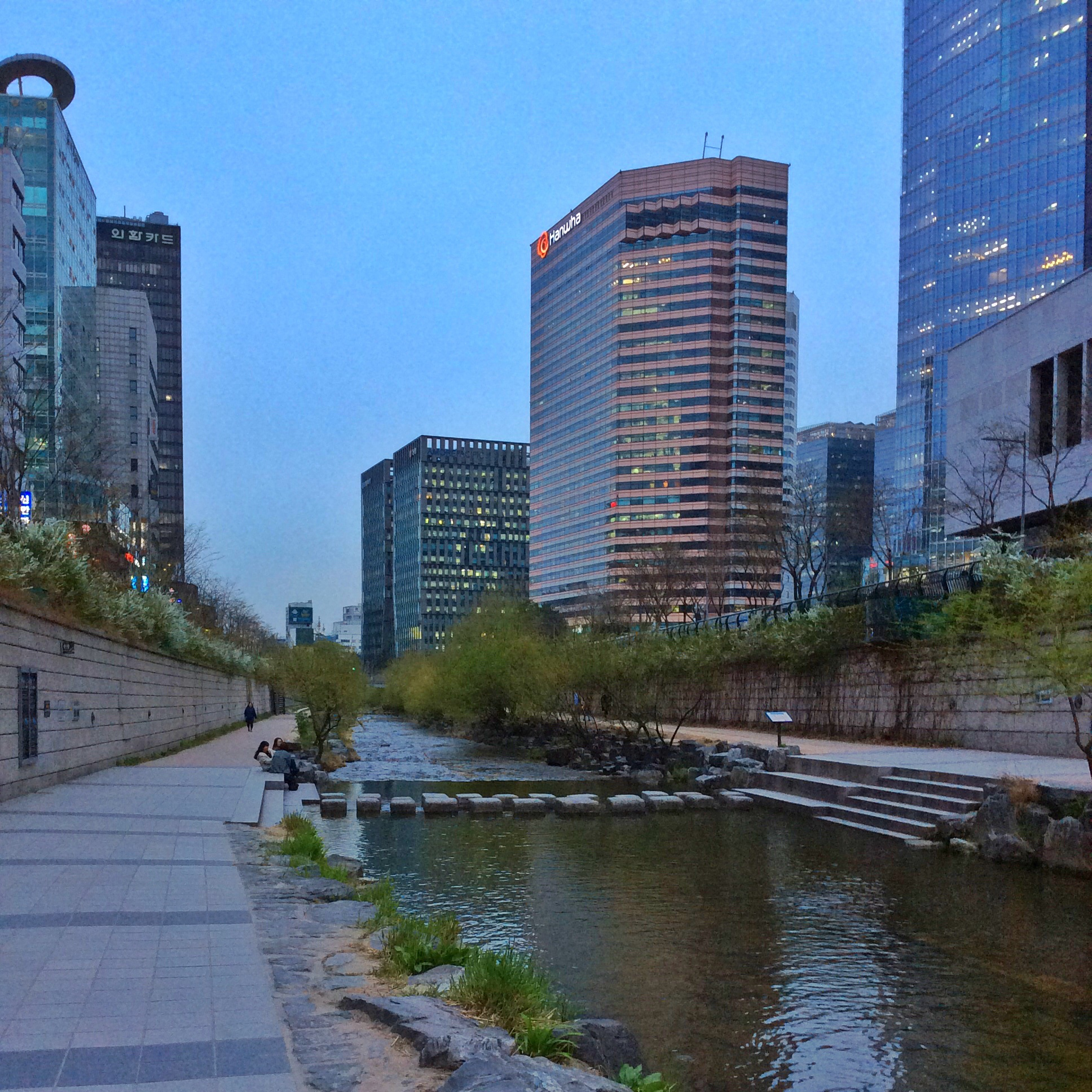
청계천과 빌딩들
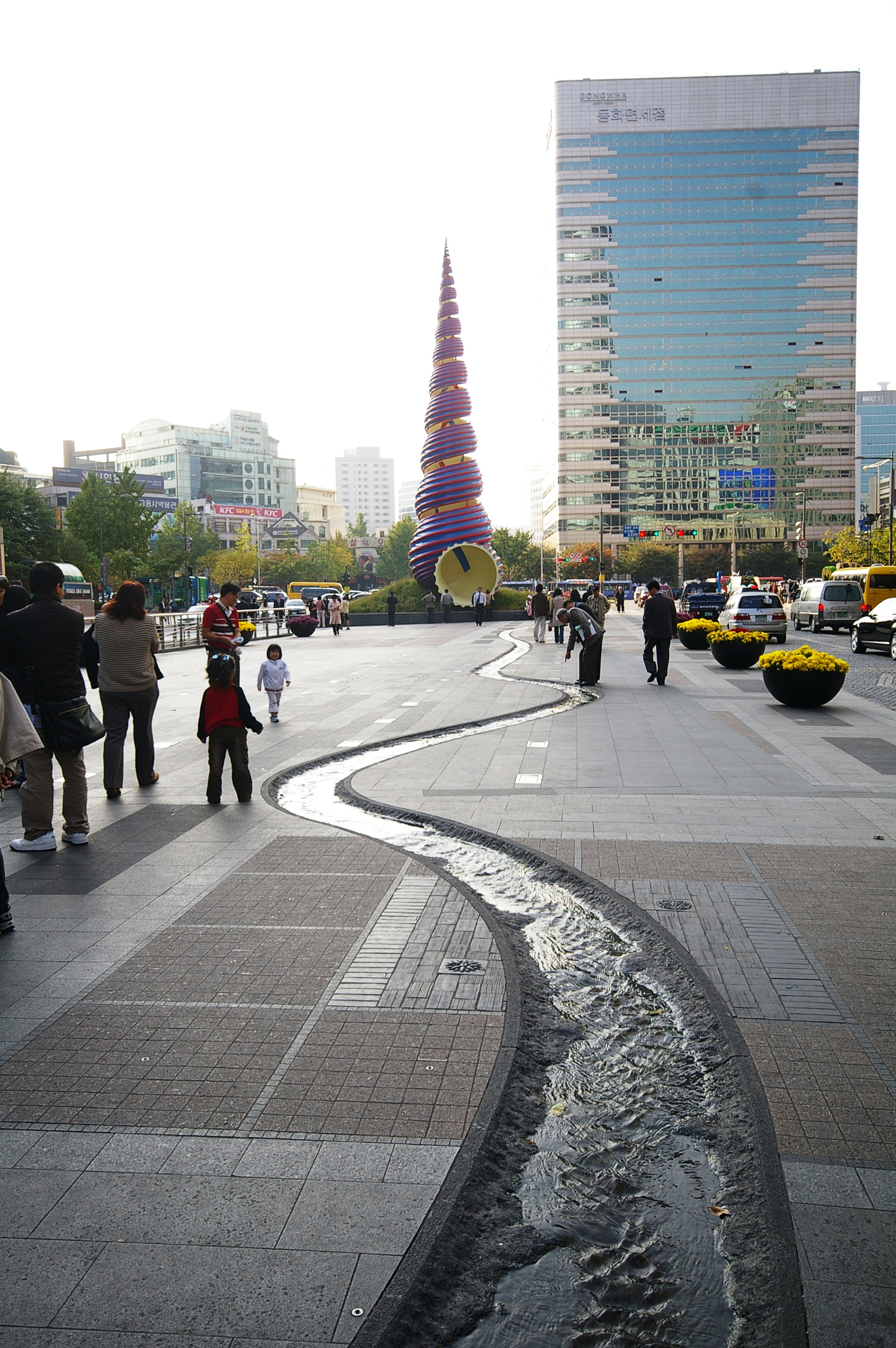
청계광장과 소라탑
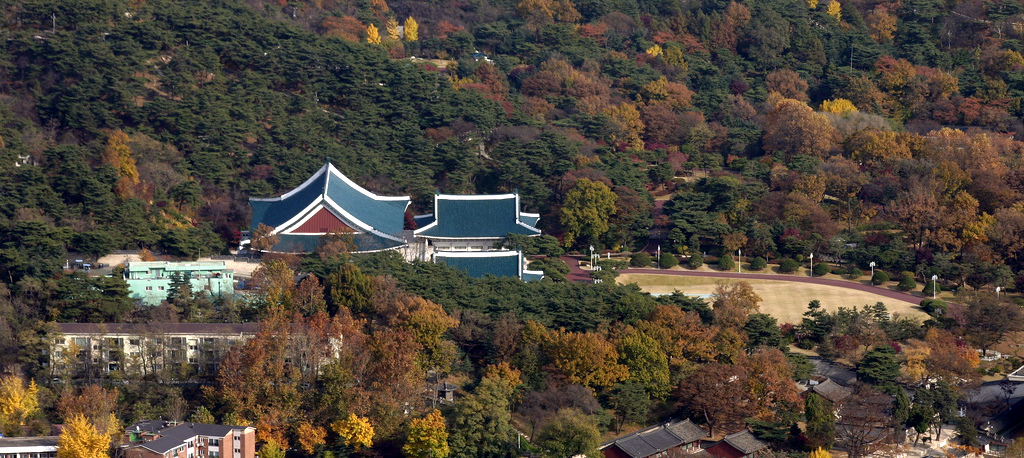
청와대의 모습
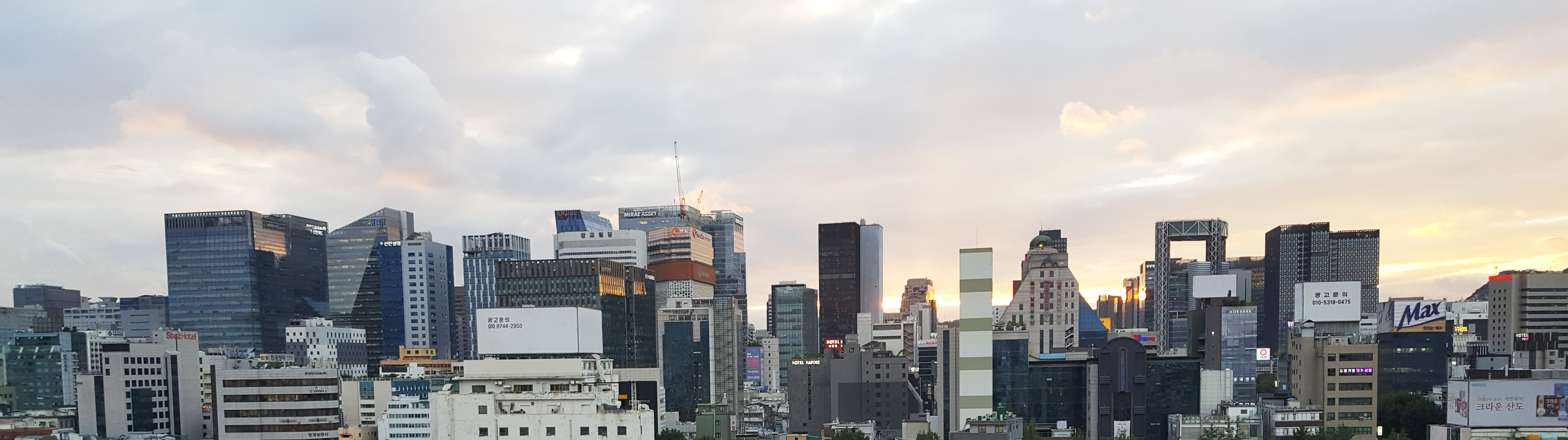
도심 스카이라인

## 교통

### 도시 철도
- 서울교통공사

- ● 수도권 전철 1호선

(동대문구) ← 동묘앞역 - 동대문역 - 종로5가역 - 종로3가역 - 종각역 → (중구)
- ● 수도권 전철 3호선

(서대문구) ← 경복궁역 - 안국역 - 종로3가역 → (중구)
- ● 수도권 전철 4호선

(성북구) ← 혜화역 - 동대문역 → (중구)
- ● 수도권 전철 5호선

(서대문구) ← 서대문역 - 광화문역 - 종로3가역 → (중구)
- ● 서울 지하철 6호선

(중구) ← 동묘앞역 - 창신역 → (성북구)

## 자매 도시
| 지역 & 국가    | 도시                                | 도시                                |
| -------------- | ----------------------------------- | ----------------------------------- |
| 대한민국       | 강원특별자치도                      | 영월군                              |
| 대한민국       | 경기도                              | 안성시                              |
| 대한민국       | 전라남도                            | 나주시                              |
| 대한민국       | 전북특별자치도                      | 정읍시                              |
| 중국           | 베이징시 둥청구(1995년)             | 베이징시 둥청구(1995년)             |
| 중국           | 상하이시 정안구(2000년)             | 상하이시 정안구(2000년)             |
| 몽골           | 울란바토르 시 수흐바토르 구(1996년) | 울란바토르 시 수흐바토르 구(1996년) |
| 멕시코         | 산미겔데아옌데(2013년)              | 산미겔데아옌데(2013년)              |
| 체코           | 프라하 프라하1자치구(2015년)        | 프라하 프라하1자치구(2015년)        |
| 캄보디아       | 포이펫(2019년)                      | 포이펫(2019년)                      |
| 오스트레일리아 | 라이드(2019년)                      | 라이드(2019년)                      |

## 참조 문헌
- 『서울육백년사』 (서울특별시사편찬위원회, 1981년)
- 『한국개항기도시사회경제사연구』(손정목 저, 일지사, 1982년)

## 같이 보기
- 대한민국의 지리